# Provincia de Mila
Mila (en árabe: ولاية ميلة ) es un vilayato de Argelia, cuya capital es Mila. Otras de sus localidades son: Teleghma, Grarem, Hamala y Rouached.

## Municipios con población de abril de 2008
- Ahmed Rachedi 15,819
- Aïn Beida Harriche 21,013
- Aïn Mellouk 14,200
- Aïn Tine 7,780
- Amira Arrès 19,405
- Benyahia Abderrahmane 10,052
- Bouhatem 20,277
- Chelghoum Laïd 82,560
- Chigara 14,661
- Derradji Bousselah 10,013
- Elayadi Barbes 6,459
- El Mechira 12,905
- Ferdjioua 50,167
- Grarem Gouga 42,062
- Hamala 11,213
- Mila 69,052
- Minar Zarza 22,535
- Oued Athmania 40,688
- Oued Endja 19,739
- Oued Seguen 13,319
- Ouled Khalouf 11,396
- Rouached 27,086
- Sidi Khelifa 4,746
- Sidi Mérouane 23,088
- Tadjenanet 53,536
- Tassadane Haddada 17,378
- Teleghma 48,028
- Terrai Bainen 23,299
- Tessala Lemtaï 15,676
- Tiberguent 9,282
- Yahia Beni Guecha 11,810
- Zeghaia 17,638